# Conus striatellus
Espèce
Statut de conservation UICN

 LC  : Préoccupation mineure
Conus striatellus est une espèce de mollusques gastéropodes marins de la famille des Conidae.
Comme toutes les espèces du genre Conus, ces escargots sont prédateurs et venimeux. Ils sont capables de « piquer » les humains et doivent donc être manipulés avec précaution, voire pas du tout.

## Description
La coquille épaisse est cylindriquement turbinée, quelque peu inflargie, et varie en longueur entre 25 mm et 90 mm. La spire est de hauteur variable (le plus souvent courte), et présente des crêtes distantes et spiralées sur la moitié inférieure du verticille. Toute la surface est entourée à distance de stries granuleuses. La coloration est variable : souvent orange crème, diversement peint de stries irrégulières longitudinales marron, formant généralement trois larges séries ou bandes, des lignes en zigzag sur la partie supérieure du verticille du corps et de la flèche, et avec des bandes brunes sur la moitié centrale et inférieure du verticille du corps ; ou orange pâle avec des marbrures blanches sur les épaules et une bande centrale. L'opercule est blanc bleuté,.

## Distribution
Cette espèce est présente dans la mer Rouge, dans l'océan Indien au large de la Tanzanie, de Madagascar, d'Aldabra ; dans le Pacifique indo-occidental ; au large de l'Indochine, de l'Indo-Malaisie, de la Nouvelle-Calédonie, des Fidji, du Vanuatu et de l'Australie (Australie-Occidentale).

### Niveau de risque d’extinction de l’espèce
Selon l'analyse de l'UICN réalisée en 2011 pour la définition du niveau de risque d'extinction, cette espèce est largement répandue dans l'Indo-Pacifique et peut être localement commune dans l'ensemble de sa vaste aire de répartition. Elle est présente dans les eaux peu profondes. Il n'y a pas de menaces majeures connues pour cette espèce. Elle est donc classée dans la catégorie "préoccupation mineure".

## Taxonomie

### Publication originale
L'espèce Conus striatellus a été décrite pour la première fois en 1807 par le médecin, botaniste et naturaliste allemand Heinrich Friedrich Link dans « Adlers Erben »,.

### Synonymes
- Conus (Strategoconus) striatellus Link, 1807 · appellation alternative
- Conus lictor Boivin, 1864 · non accepté
- Conus lineatus Hwass, 1792 · non accepté
- Conus pulchrelineatus Hopwood, 1921 · non accepté
- Vituliconus striatellus (Link, 1807) · non accepté